# Sahrimnir
Saerimne, Sahrimnir (Særimne, Sæhrimnir) – w mitologii nordyckiej kosmiczny dzik lub knur, zabijany i zjadany każdej nocy przez Azów i Einherjarów. Zabijał go i przyrządzał kucharz bogów, Andhrimnir. Po zjedzeniu był on przywracany do życia, aby zapewnić pożywienie na następny dzień. Jego mięso jest podawane duchom bohatersko poległych wojowników przebywającym w Walhalli przez Walkirie.